# Adam Chmielowski
Adam Hilary Bernard Chmielowski, také známý jako Svatý Albert Chmielowski nebo Svatý bratr Albert (20. srpna‎‎ ‎‎1845‎‎ ‎‎Igołomia ‎‎– ‎‎25‎‎. prosince ‎‎1916 ‎‎Krakov‎‎) ‎‎byl polský řeholník, františkánský‎‎ ‎‎mnich‎‎‎‎‎, ‎‎malíř‎‎, ‎‎světec‎‎ ‎‎katolické církve‎‎, známý pro svou obětavou práci pro chudé a bezdomovce‎.

## Život

### Mládí a studium

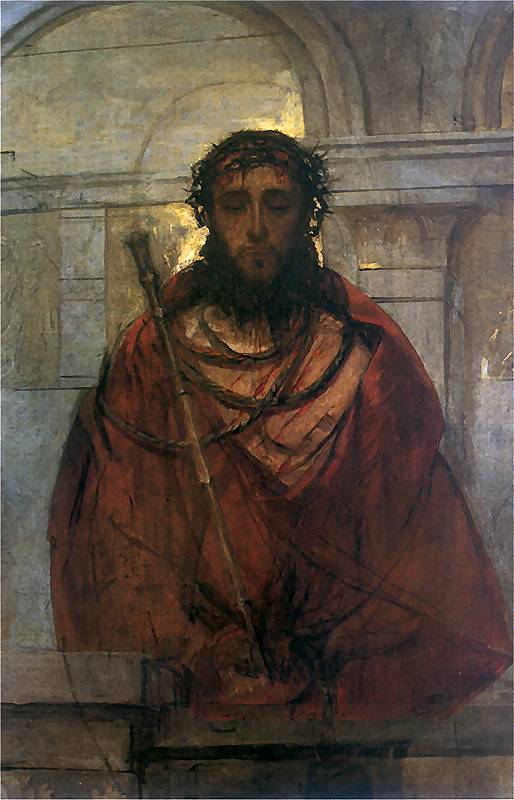
Ecce homo (1881) v oltářní obraz v sanktuáriu Ecce Homo sv. Bratra Alberta v Krakově

Adam Chmielowski se narodil jako nejstarší syn Józefy roz. Borzyslawké a Wojciecha Chmielowského, příslušníka polské šlechty, náčelníka carské celní komory v ‎‎Igołomii nedaleko Krakova. Měl dva bratry (Stanislaw a Marian) a sestru Jadwigu. Po otcově smrti (rok 1853) obdržel Adam státní stipendium a v roce 1855 zahájil studia v kadetní škole v Petrohradě. Když se jeho matka se sourozenci přestěhovala do Varšavy, studoval na zdejším reálném gymnáziu. Po matčině smrti vychovávala od roku 1859 děti otcova sestra Petronela Chmielowská. Adam studoval od roku 1861 na Polytechnickém a zemědělsko-lesnickém institutu v Pulawách a podílel se na ilegálních aktivitách zdejší studentské mládeže proti ruské vládě. Lednové povstání v roce 1862 přivedlo Chmielowského do oddílu, který ze studentů pulawského institutu zorganizoval komisař národní vlády Leon Frankowski. Zúčastnil se také bitvy u Grochowisk 18. března 1863. Byl zajat rakouskými vojsky a spolu s ostatními spolubojovníky dopraven do Olomouce, kde byl internován v jedné z vojenských pevností. V květnu téhož roku se mu podařilo uprchnout a po dobrodružné cestě se dostal do Polska.  Vstoupil do povstalecké kavalerie pod velením Zygmunta Chmieleńského. Dne 30. září 1863 byl v bitvě u vesnice Mełchów v jižním Polsku těžce raněn ruským granátem do levé nohy. Padl do ruského zajetí a vojenský lékař mu nohu nad kolenem amputoval, čímž mu zachránil život. Léčil se v nemocnici v Koniecpolu a po intervenci své rodiny byl propuštěn ze zajetí. V květnu 1864 se uchýlil do Paříže, po vyhlášení carské amnestie v roce 1865 se vrátil do Varšavy. Navštěvoval lekce kreslení a připravoval se na studium v zahraničí. Rok studoval na univerzitě v Gentu a krátce žil v Paříži, kde se intenzivně věnoval malbě, zejména portrétům. 
V letech 1870–1874 studoval Akademii výtvarných umění v Mnichově.  V lednu 1875 se vrátil do Varšavy, kde vystavoval své obrazy. Od roku 1877 po tři roky putoval mezi Polskem a západní Ukrajinou, občas se zdržoval ve Lvově a přitom maloval převážně náboženské motivy nebo alegorické obrazy. Jeho výtvarné dílo zahrnuje 61 olejomaleb, 22 akvarelů a 145 kreseb, mimo jiné známý obraz Ecce homo.

### Charitativní činnost

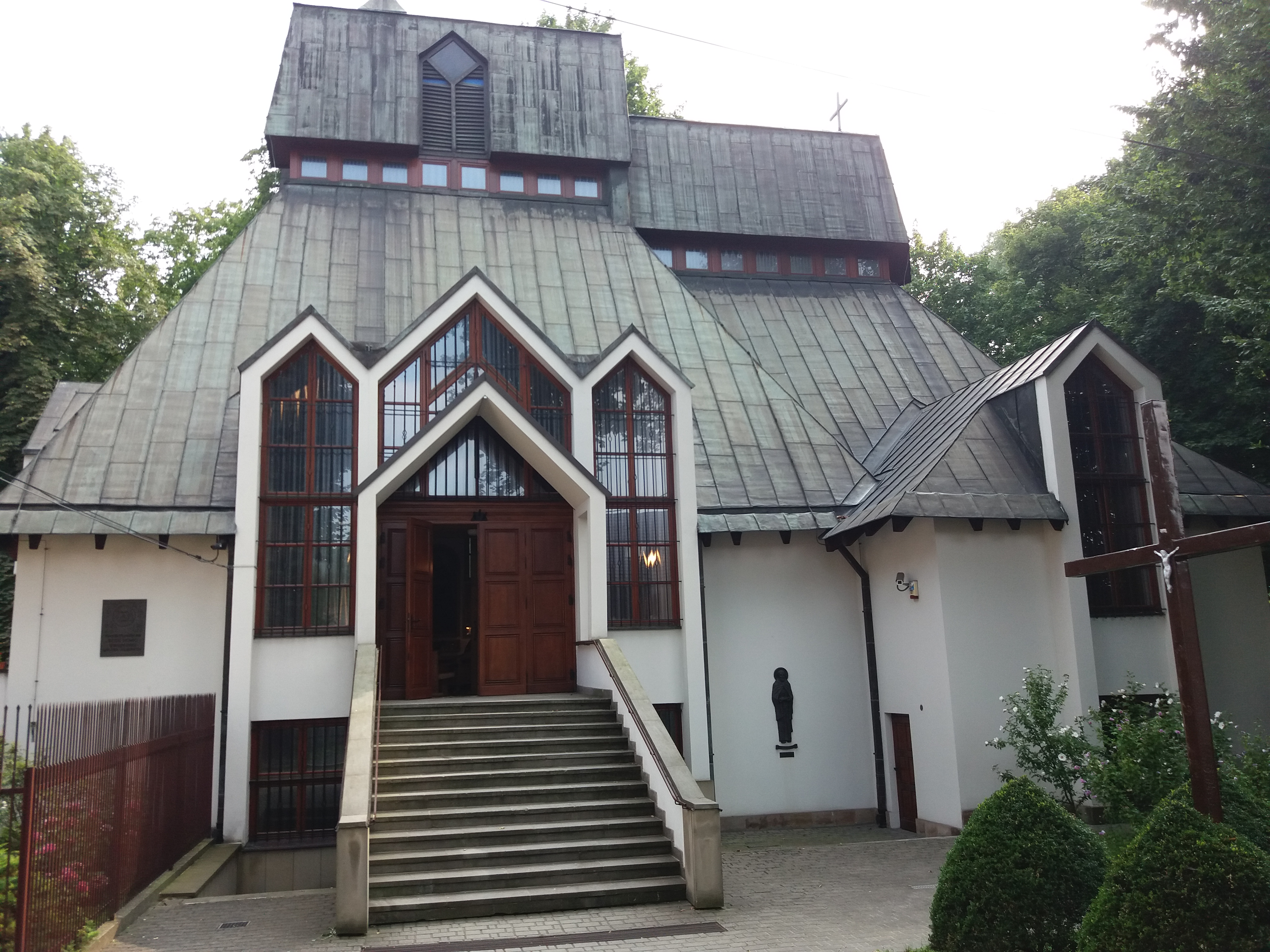
Sanktuárium Ecce Homo sv. bratra Alberta v Krakově

V roce 1880 vstoupil do noviciátu řádu Tovaryšstva Ježíšova v řádové koleji ve Staré Wsi u města Bielsko-Biala. Kvůli těžkým depresím a nervovému kolapsu noviciát opustil a od dubna 1881 do ledna 1882 byl umístěn v ústavu pro duševně choré ve Lvově. Radikální životní změnu pro Chieleckého znamenalo setkání s farářem Pogorzelským ze Szarogrodu, který ho přivedl na cestu pomoci bližním v řeholi třetího řádu sv. Františka z Assisi. Na koni nebo s dvoukolkou se vydával po okolí, aby navštěvoval chudé, léčil nemocné, restauroval sochy a kapličky i některé chrámové obrazy. Ruské úřady ho označily za organizátora nebezpečných spolků a na podzim roku 1884 mu pod hrozbou deportace na Sibiř zakázaly pobyt na území ruské říše.
Chmielowski se vrátil do Krakova, kde pokračoval v péči o potřebné lidi a charitativní činnosti. V roce 1888 složil řeholní slib před krakovským biskupem Dunajewským a od té doby byl znám pod řádovým jménem bratr Albert.  Výtvarného umění postupně zanechal a plně se věnoval péči o chudáky a bezdomovce. Založil pro tento účel kongregaci bratří sloužících chudým, posléze nazývaných bratři albertini. V roce 1891 založil ženskou větev této kongregace Sestry albertinky sloužící chudým s posláním pomáhat ženám a dětem v nouzi. V Krakově provozoval útulek, kde žil společně s chudými. Postupem času byla vytvořena nová centra ve ‎‎Lvově‎‎, ‎‎Tarnówě‎‎, ‎‎Zakopaném‎‎. ‎
Zemřel v Krakově 25. prosince 1916 na rakovinu žaludku. Byl pohřben na Rakowickém hřbitově v Krakově, po roce 1949 byl exhumován a uložen v kostele bosých karmelitánských otců. V roce 1989 byl kanonizován v Římě papežem Janem Pavlem II. společně se sv. Anežkou Českou. Jeho ostatky jsou uloženy pod oltářem v Sanktuáriu Ecce Homo sv. bratra Alberta v Pradniku Czerwoném, městské části Krakova.